# جون لايدلو
جون لايدلو (بالإنجليزية: John Laidlaw)‏ هو لاعب كرة قدم بريطاني في مركز ظهير ‏، ولد في 5 يوليو 1936 في ألدرشوت في المملكة المتحدة. لعب مع كولتشستر يونايتد.